# Bupleurum imaicola
Bupleurum imaicola är en flockblommig växtart som beskrevs av Anton Joseph Kerner. Bupleurum imaicola ingår i släktet harörter, och familjen flockblommiga växter. Inga underarter finns listade i Catalogue of Life.